# 無添加協会
無添加協会（むてんかきょうかい、英語: Anti Additive Association）は、無添加の食環境を提供するための基準設定、認証、表示を行う非営利団体。オランダ発祥の概念である、無添加、クリーンラベルの活動支援・促進も行っている。

## 概要
2013年に設立。本社はヨーロッパ、支社はアジアに置く。
近年、人々は食品の成分や製品に表示されるクリーンラベルに関心を持つようになったとのデータが欧州連合により得られていることもあり、無添加協会では香料、着色料、保存料、小麦粉処理剤などの食品添加物を除去し、より持続可能なフードシステムの構築を推進している。また、洗剤などの日用品についても同様のプログラムにも参加している。

## 認証
A.A.認証は、食品・飲料品生産認証とも呼ばれ、食品の安全性を確保するための、コーデックス規格に基づいた生産プロセスを評価している。また、この認証プログラムは、生産工程にも審査を必要とし、栄養士、食品科学技術の専門家やその他の関連学者からなる諮問委員会にあらゆる分野の専門家を招聘している。近年では、ドイツ規格協会の認証方式にも参加している。

### 審査対象
- レストラン、製品の認証
- 糖類認証
- ペットフード認証
- 日用品認証
- 化粧品認証
- 残渣認証
- ハラール認証

## A.A.Taste Awards
A.A.Taste Awardsは無添加の食環境を推進する企業に与えられる賞。2016年より実施され、受賞者は毎年授賞式にて表彰を受ける。審査員は、食料、飲料業界のプロフェッショナル、ミシュランシェフ、栄養士、学識者、料理評論家などが参加する。A.A. Taste Awardsは優秀味覚賞、モンドセレクション、グレートテイストアワードと並び、世界最高峰の賞、味覚のセレクションとされる。

### 授賞式開催地
- 2016年 シドニー・オペラハウス（オーストラリア）
- 2017年 ウェスティングランデ・スクンヴィット（バンコク、タイ）
- 2018年 W香港（香港）
- 2019年 幕張メッセ（千葉、日本） - 中止
- 2020年、2021年 新型コロナウイルス感染症の影響により中止